# Porcellio hypselos
Porcellio hypselos är en kräftdjursart som beskrevs av Barnard 1949. Porcellio hypselos ingår i släktet Porcellio och familjen Porcellionidae. Inga underarter finns listade i Catalogue of Life.